# Allapoderus gentilis
Allapoderus gentilis is een keversoort uit de familie bladrolkevers (Attelabidae). De wetenschappelijke naam van de soort werd in 1896 gepubliceerd door Louis Albert Péringuey.